# マセラティ・MC12
MC12は、イタリアのマセラティが開発したスーパーカーである。

## 概要
マセラティはエンツォ・フェラーリをベースとしたマシンをFIA GT選手権に導入する予定だったが、諸事情でキャンセルし、代わりにエンツォ・フェラーリの構成部を流用したレースカーを開発することになった。当初の車名は「MCC」（Maserati Corse Competizione ）で、のちに「MC12」と改められ、マセラティ創立90周年にあたる2004年のジュネーブショーで発表された。マセラティとしては1983年に生産終了したメラク以来、21年ぶりのミッドシップモデルである。
シャシはカーボンモノコックを基本とし、ノーメックスハニカム構造を採用している。また、安全のためにロールケージを備えている。サスペンションはダブルウィッシュボーン式を採用し、フロントのみ車高などをボタンで調整できる。ブレーキはブレンボ製でドリルドディスクに前6/後4ピストンキャリパーを装備。また、ボタンにより「スポーツ（通常モード）」と「レース（TCSをオフにした状態）」の2つのモードを選択できる。
ボディはフランク・ステファンソンの設計によるもので、サイズは全長5,143mm、全幅2,096mm、全高1,205mmとエンツォ・フェラーリより拡大されている。ボディはカーボン製で、着脱可能なルーフを備えている。ウイングは固定式で、角度の調節はできない。重量配分は前41%：後59%である。ボディカラーは「Bianco Fuji」と呼ばれる、マセラティブルーとホワイトのツートンカラーのみ。このボディカラーのネーミングは、日本の富士山に由来している。
エンジンは、エンツォ・フェラーリ用のエンジンをベースとした6.0L V12 DOHCを搭載。最高出力は632PS/7,500rpm、トルクは66.5kg·m/5,500rpmを発生し、0-100km/h加速3.8秒、0-400m11.3秒、最高速度330km/hという性能を発揮する。トランスミッションは「カンビオコルサ」と呼ばれる6速セミATが組み合わせられ、ハンドル横のパドルシフトで操作を行う。
ホモロゲーションモデルであるにもかかわらずインテリアは豪華で、マセラティブルーに染められたレザー、アルミ・カーボン素材で構成され、シートはスパルコ製のセミバケットシートを採用している。センターコンソールにはイグニッションボタンと、マセラティの伝統である楕円形のアナログ時計に加え、車名・シャーシナンバー・オーナー名がローマ字で刻印されているプレートがついている。カーエアコンは装備されているが、カーステレオは未装備。
MC12は1台約1億円といわれ、2004年に30台（うち5台は販売用ではない）、2005年に25台が生産された。

## レース活動

### FIA GT選手権

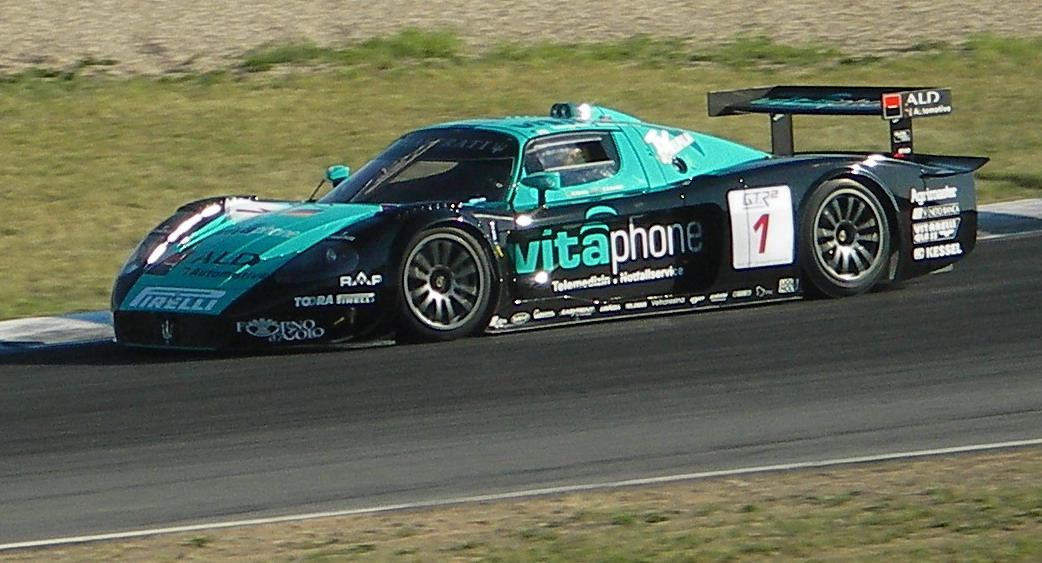
FIA GT選手権で走行中のMC12（ヴィタフォンレーシング）

2004年、MC12のレースカー「MC12 GT1」2台がFIA GT選手権のGT1クラスに出走、イモラ・サーキットでのレースがデビュー戦となり、2位と3位でフィニッシュ。次のオッシャースレーベンでのレースは、アンドレア・ベルトリーニ/ミカ・サロ組が初の1位を獲得。最終戦珠海では、MC12が1位を獲得し、総合7位でその年のレースを終えた。
2005年、GT1クラスでヴィタフォンレーシングがチームタイトルを、JMBレーシングが総合2位を獲得。ドライバーズランキングでもヴィタフォンレーシングチームのミハエル・バーテルス/ティーモ・シェイダーが2位になっている。
2006年、MC12で参加したチームはヴィタフォンレーシング（ミハエル・バーテルス/アンドレア・ベルトリーニ）のみだったが、ドライバーズカテゴリでシーズンタイトルを獲得し、チームも総合優勝を果たした。

### SUPER GT
2006年シーズンにチーム郷が、マセラティの協力のもと「STILE CORSE」（スティーレ・コルセ）というチーム名で、まったく新しい体制でSUPER GTのGT500クラスにMC12で参戦する予定だったが、マシン開発が間に合わなかったなどの理由で参戦を見合わせた。
以降海外車両でのスポット参戦はあるがフル参戦への動きはない。

## ベルシオネコルセ

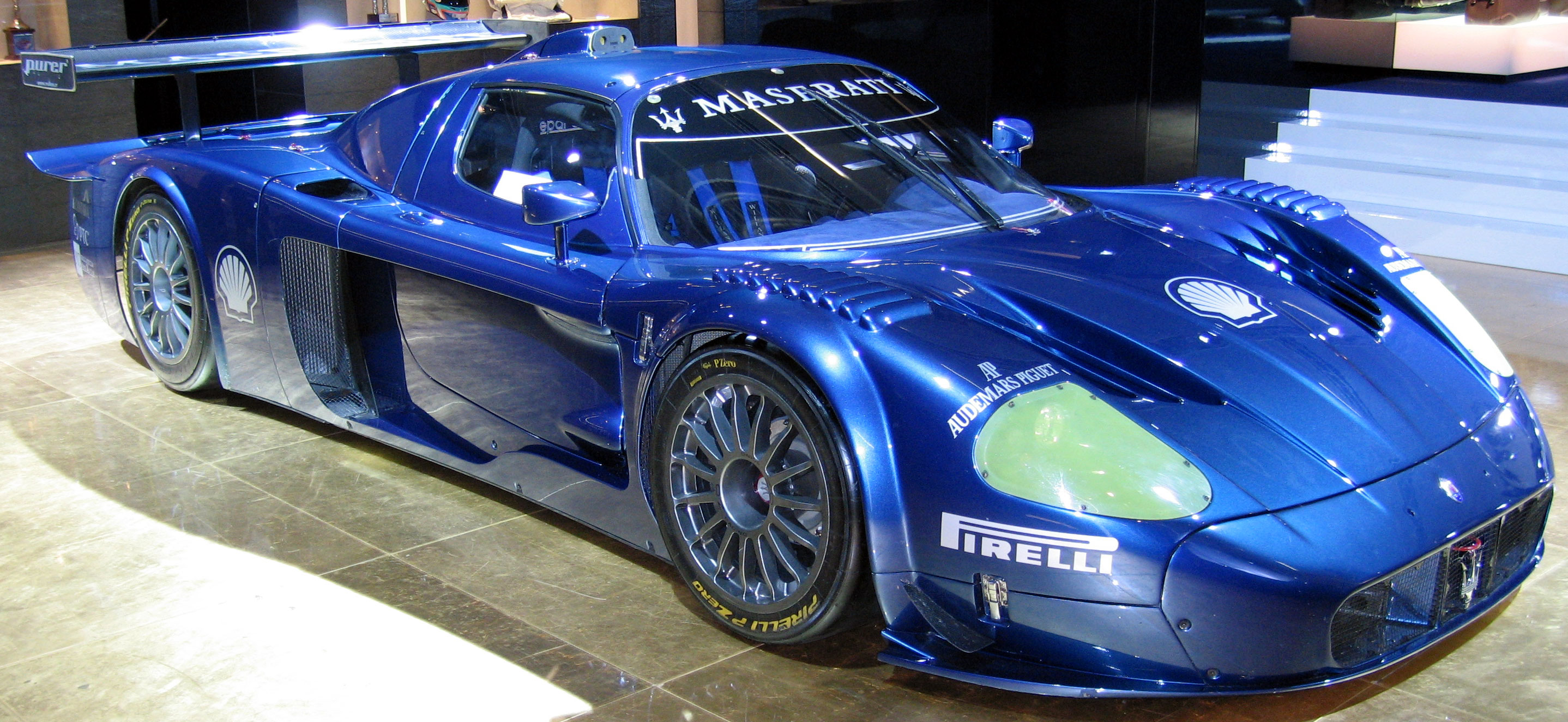
ベルシオネコルセ

2006年のFIA GT選手権のドライバー・チーム優勝を記念して、2006年12月のボローニャモーターショーで発表されたMC12の限定モデルが「ベルシオネコルセ（単に「コルセ」とも）」である。
755PSまで強化された6.0L V型12気筒エンジンとカンビオコルサを採用し、最高速度は323km/h、0-200km/h加速は6.4秒というポテンシャルを発揮する。ボディカラーは「ブルービクトリー」のみだが、顧客の要望にも応じるという。
MC12ベルシオコルセは限定12台、1台100万ユーロ（約1億5300万円）で発売されたが、ヨーロッパの安全基準や排ガス規制を満たしていないことから、公道を走ることはできない。
なお日本ではKRH社長の青山光司が1台所有していた（現在は売却済）。ボディカラーはシルバーに変更され、内装の色も変更されている。また、富士スピードウェイでプロドライバーが走らせると1分30秒を切るタイムでラップするとのことである。